# Peter Weyer
Pour les articles homonymes, voir Weyer (homonymie).
Peter Weyer (30 septembre 1879 à Düben an der Mulde - 4 juin 1947 à Francfort-sur-l'Oder) est un General der Artillerie allemand qui a servi au sein de la Heer dans la Wehrmacht pendant la Seconde Guerre mondiale.

## Biographie
Peter Weyer s'engage dans l'armée prussienne en mars 1898 en tant qu'enseigne et devient fin 1899 lieutenant dans le 3e régiment d'artillerie à pied. Il sert comme officier pendant la Première Guerre mondiale et reçoit, en plus des deux classes de la croix de fer, la croix de chevalier de l'Ordre de Hohenzollern avec épées. À la fin de la guerre, il est engagé dans la Reichswehr où il exerce les fonctions de commandant dans différentes unités. Début novembre 1927, il est promu lieutenant-colonel.
En octobre 1930, promu colonel en mars 1930, il passe à l'état-major du terrain d'entraînement militaire de Jüterbog (de).
Peter Weyer est mis en retraite le 31 mars 1933, puis réactivé le 1er octobre 1935. Il est remis en retraite le 31 mars 1943.

Après la guerre, il est capturé par les Soviétiques et meurt en captivité le 4 juin 1947.

## Promotions
| Fähnrich                         | 6 mars 1898       |
| Leutnant                         |                   |
| Oberleutnant                     |                   |
| Hauptmann                        |                   |
| Major                            |                   |
| Oberstleutnant                   |                   |
| Oberst                           |                   |
| Generalmajor                     | 1er février 1933  |
| Generalleutnant                  | 1er août 1937     |
| General der Artillerie honoraire | 1er novembre 1940 |
| General der Artillerie           | 1er décembre 1940 |

## Décorations
- Croix d'honneur
- Croix de chevalier de l'Ordre royal de Hohenzollern avec glaives
- Croix du mérite de guerre 1re Classe avec glaives
- Croix allemande en Argent (31 mars 1943) en tant que General der Artillerie et gouverneur du Wehrkreis I.